# SAT SR-10
Die SAT SR-10 ist ein russischer Strahltrainerprototyp mit negativer Flügelpfeilung. Den Erstflug führte Juri Kabanow am 25. Dezember 2015 durch. Das Flugzeug wird den russischen Luftstreitkräften und Exportkunden angeboten.

## Geschichte

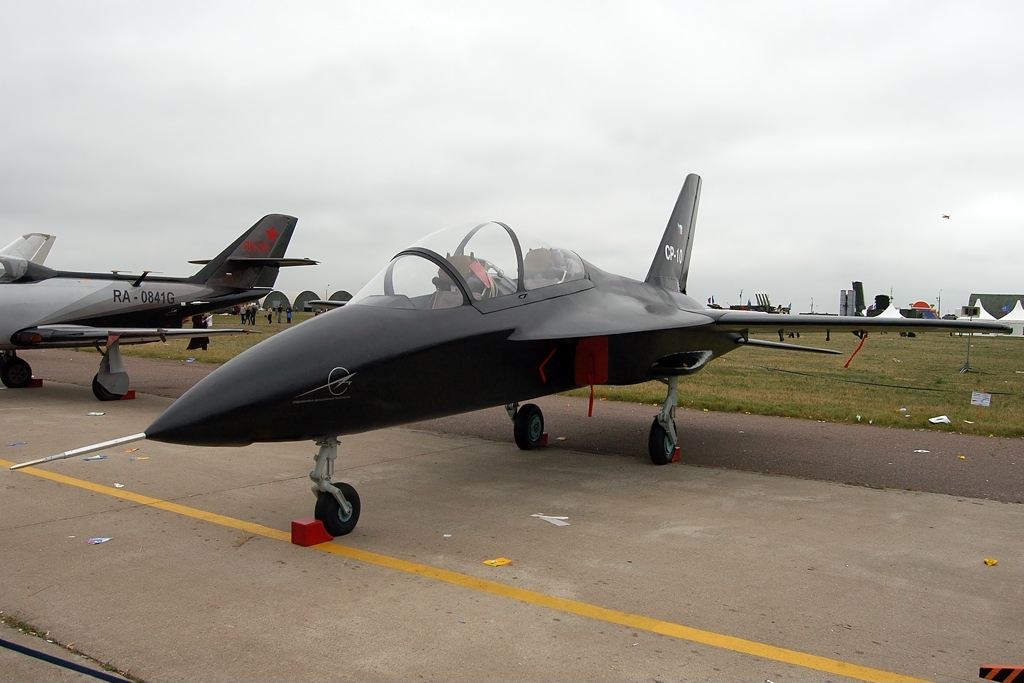
Ein Mockup der SR-10 auf der MAKS 2009

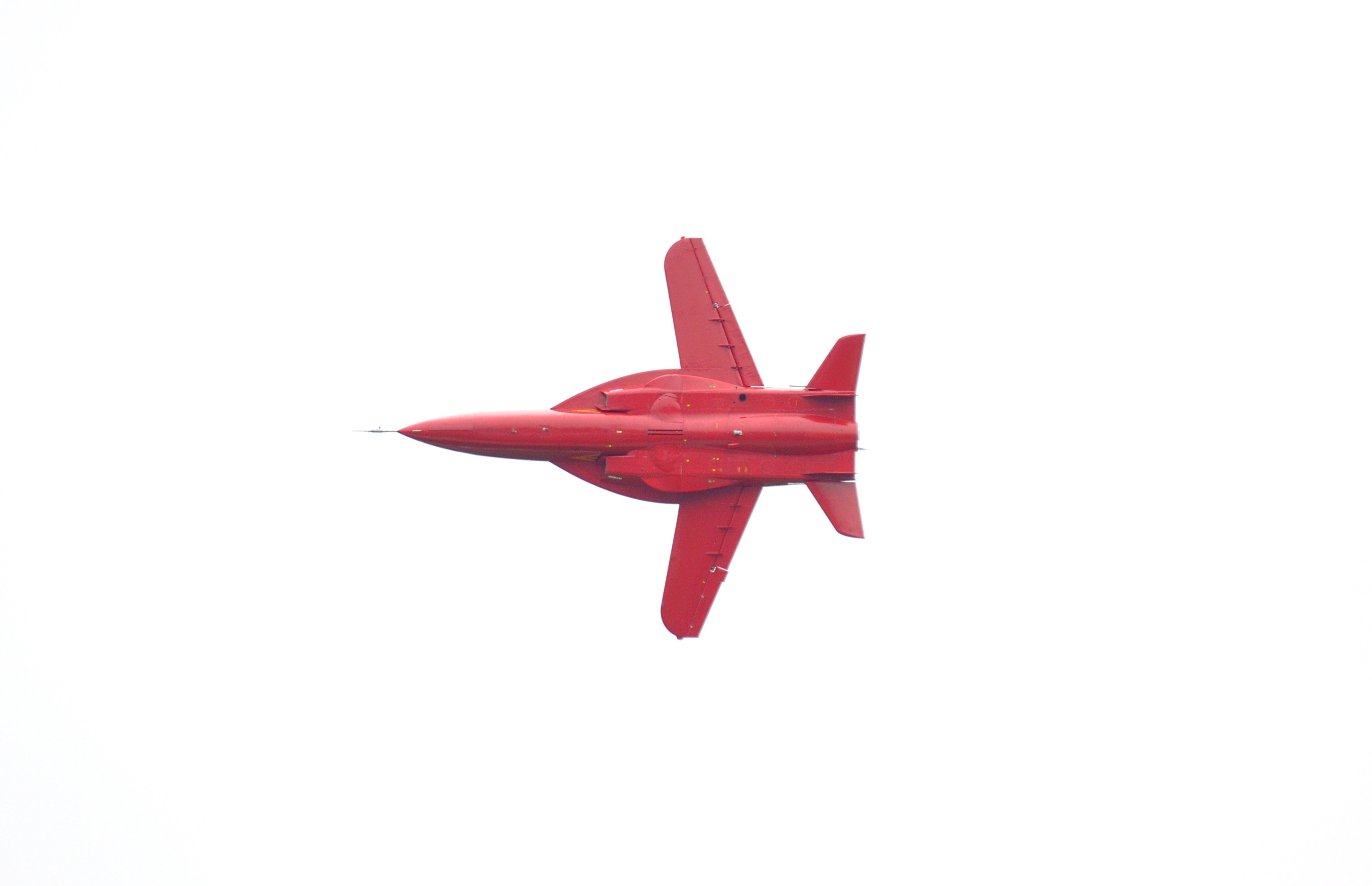
SR-10 im Flug auf der MAKS 2017

Das russische Konstruktionsbüro SAT (Sowremennye Awiazionnye Technologii – Moderne Luftfahrttechnologien) begann im Jahr 2007 die Arbeit an einem einstrahligen Schul- und Sportflugzeug mit der Bezeichnung SR-10. Ein Mock-up wurde im August 2009 auf der Luftfahrtausstellung MAKS am Flughafen Schukowski der Öffentlichkeit gezeigt.
Die SR-10 ist ein Mitteldecker mit Tragflächen aus Verbundwerkstoff, deren negative 10°-Pfeilung ausschlaggebend für die Bezeichnung des Flugzeuges ist. Neben diesen Pfeilflügeln sind die seitlichen Ausbuchtungen für das Hauptfahrwerk auffällige Merkmale der SR-10. Die zwei Besatzungsmitglieder sitzen in einem Tandem-Cockpit. Der Prototyp der SR-10 wird von einem Iwtschenko-AI-25W-Mantelstromtriebwerk angetrieben. Für die Serienproduktion der SR-10 ist das russische Saturn AL-55 vorgesehen.
Die SR-10 wurde 2014 in einer Ausschreibung für ein Grundausbildungs-Trainingsflugzeug für die russische Luftwaffe angeboten, aber zugunsten der Jakowlew Jak-152, einem Kolbenmotor-Trainer, abgelehnt. Trotz dieses Rückschlags arbeitet SAT weiter an der SR-10. SAT schlägt die SR-10 als Trainer zwischen der Jak-152 und dem schwereren, zweistrahligen Strahltrainer Jakowlew Jak-130 vor. SAT will die SR-10 auch für den Export weiterentwickeln. Im Juli 2017 wurde er während der MAKS erstmals öffentlich im Flug präsentiert.
Die russischen Luft- und Weltraumstreitkräfte finanzieren seitdem die weitere Entwicklung mit dem Ziel, die SR-10 als einfachen Strahltrainer zu beschaffen. Die SR-10 soll 2018 abgenommen werden und ab 2019 in Serienproduktion gehen. Sie soll die alternden Aero L-39 ablösen.

## Varianten
SAT arbeitet an einer unbemannten Variante der SR-10, der AR-10. Diese soll als Aufklärungs- und Angriffsdrohne dienen. Anstelle der beiden Unterrumpflufteinlässe besitzt die AR-10 einen einzelnen Lufteinlass auf dem Rumpfrücken. Das Leitwerk soll als V-Leitwerk ausgeführt werden.

## Technische Daten
| Kenngröße             | Daten                               |
| --------------------- | ----------------------------------- |
| Besatzung             | 2                                   |
| Länge                 | 9,59 m                              |
| Spannweite            | 8,40 m                              |
| Höhe                  | 3,55 m                              |
| Flügelfläche          | 311,1 m²                            |
| Pfeilung              | −10°                                |
| Leermasse             | 2400 kg                             |
| max. Startmasse       | 2700 kg                             |
| Reisegeschwindigkeit  | 520 km/h                            |
| Höchstgeschwindigkeit | 900 km/h                            |
| Dienstgipfelhöhe      | 6000 m                              |
| Reichweite            | 1500 km                             |
| Triebwerk             | 1 Mantelstromtriebwerk Saturn AL-55 |
| Trockenschub          | 17,3 kN                             |
| Steigleistung         | 60 m/s                              |
| Lastvielfache         | +10/−8                              |